# Харино (Новгородская область)
Харино — деревня в Старорусском муниципальном районе Новгородской области, с весны 2010 года относится к Великосельскому сельскому поселению. На 1 января 2011 года постоянное население деревни — 8 жителей, число хозяйств — 4.
Деревня расположена на правом берегу реки Каменка в 2 км к юго-западу от деревни Астрилово. Неподалёку от Харино расположены ещё две деревни: Фларёво,— в 1 км к северу, выше по течению Каменки и Кривец,— в 2 км южнее, на реке Туренка.

## Население
| 2010 | 2011 | 2012 | 2013 |
| ---- | ---- | ---- | ---- |
| 5    | ↗8   | ↘5   | →5   |

## История
До весны 2010 года входила в ныне упразднённое Астриловское сельское поселение.

## Транспорт
Есть прямое беспересадочное пассажирское автобусное сообщение с административным центром муниципального района — городом Старая Русса (маршрут № 138, Старая Русса — Селькава).